# Алдермен
Алдерме́н (укр. Алдермен, крымскотат. Aldermen, Алдермен) — исчезнувшее село в Черноморском районе Республики Крым, располагавшееся на востоке района, в степной части Крыма, примерно в 3,5 километрах северо-восточнее современного села Новоивановка.

## История
Первое документальное упоминание села встречается в Камеральном Описании Крыма… 1784 года, судя по которому, в последний период Крымского ханства Экмерден входил в Тарханский кадылык Козловскаго каймаканства. Видимо, во время присоединения Крыма к России (8) 19 апреля 1783 года население деревни выехало в Турцию, поскольку в ревизских документах конца XVIII — первой половины XIX веков не встречается. (8) 19 февраля 1784 года, именным указом Екатерины II сенату, на территории бывшего Крымского ханства была образована Таврическая область и деревня была приписана к Евпаторийскому уезду. После павловских реформ, с 1796 по 1802 год входила в Акмечетский уезд Новороссийской губернии. После создания 8 (20) октября 1802 года Таврической губернии, Алдермен территориально находился в составе Яшпетской волости Евпаторийского уезда.
Военные топографы, в свою очередь, отмечали брошенное поселение на картах: в 1817 году деревня Альмердан обозначена пустующей, на карте 1836 и 1842 года — развалины деревни Али-Мердан.
Вновь, в доступных источниках, название Альдермен встречается в «…Памятной книжке Таврической губернии на 1900 год», согласно которой в Кунанской волости деревня стояла разорённая и жителей не числилось. По Статистическому справочнику Таврической губернии. Ч.II-я. Статистический очерк, выпуск пятый Евпаторийский уезд, 1915 год, в деревне Алдермен Кунанской волости Евпаторийского уезда числилось 3 двора (все дворы безземельные) с русским населением без жителей, но с 24 — «посторонними», из которых 13 мужчин и 11 женщин. Жители землёй не владели, но за селением числилось 300 десятин земли. В хозяйствах имелось 17 лошадей, 10 волов, 4 коровы и 140 голов мелкого скота (согласно энциклопедическому словарю «Немцы России» числились 2 деревни: Алдермен и Ново-Ивановка, с населением 141 человек).
После установления в Крыму Советской власти, по постановлению Крымревкома от 8 января 1921 года № 206 «Об изменении административных границ» была упразднена волостная система и образован Евпаторийский уезд, в котором создан Ак-Мечетский район и село вошло в его состав, а в 1922 году уезды получили название округов. 11 октября 1923 года, согласно постановлению ВЦИК, в административное деление Крымской АССР были внесены изменения, в результате которых округа были отменены, Ак-Мечетский район упразднён и село вошло в состав Евпаторийского района. Как отдельная деревня Алдермен обозначен на карте Крымского статистического управления 1922 года, как село менее чем с 10 домами, но в Списке населённых пунктов Крымской АССР по Всесоюзной переписи 17 декабря 1926 года Алдермен уже не значится, а на километровой, Генштаба Красной армии 1941 года, в которой за картооснову, в основном, были взяты топографические карты Крыма масштаба 1:84000 1920 года и 1:21000 1912 года, подписано село «Ново-Ивановка-Альдермен».